# Răzvan Popescu
Răzvan Popescu (n. 21 februarie 1979, București, România) este un realizator de televiziune și de radio român. Răzvan Popescu prezintă emisiunea "Popescu & Cuza" de la Radio ZU și a realizat voice-over pentru emisiunile Superbingo Metropolis (Antena 1), Batem palma (Antena 1), Soț și soție (TVR 1), Super nanny (Prima TV), Ajutor vreau să slăbesc (Prima TV).

## Carieră
Între anii 1996-1997, Răzvan Popescu a fost prezentator de radio în cadrul postului Radio Delta,  între anii 1997-2003, a prezentat la  radio Contact  emisiunea ‘Lupta cu somnul’ cu Laura Ivancioiu, iar între 2003-2010 a fost realizator radio la postul Radio 21.  
Din 2010, Răzvan Popescu are emisiune de luni pana vineri de la 16 la 19 la Radio ZU (până la mijlocul anului 2022, de luni până joi în intervalul 18 - 19 avea emisiune împreună cu Mircea Badea).